# Château de Chabrespine
Le château de Chabrespine saint Martial est un château situé en Auvergne-Rhône-Alpes, dans le département de la Haute-Loire, à 3 km au nord du bourg de Grazac. Le château est également accessible par le village de Vendetz après le hameau de Cortial (chemin balisé).

## Histoire
Le nom du château pose de nombreux problèmes, en effet la carte du diocèse du Puy-en-Velay marque le château sous le nom de Chabrespine (Chabrespina en occitan) contrairement aux habitants de Grazac, qui le connaissent sous le nom de Saint Martial. Ce changement de nom s'explique par le fait qu'en 1678, les reliques de Saint Martial sont apportées au château et à l'église de Grazac.
Le château fut construit entre le XIIe siècle et le XVe siècle. En 1383, le château devient propriété des barons de La Tour-Maubourg (familles Malet  puis de Faÿ : ils y restent jusqu'au XVIIIe siècle). Après son abandon au XVIIIe siècle, il tomba peu à peu en ruines.

## Architecture
Les vestiges sont situés sur un éperon rocheux entouré par une boucle du ruisseau de Musique, affluent du Lignon. Le site est dangereux en raison des falaises le bordant sur les trois côtés.
L'aile sud-est est la seule partie restante, accessible seulement par la face nord-ouest. 

### Sources et Bibliographie
- Jean-Pierre Chambon, « Quatre nouveaux exemplaires du type toponymique latin CAPRAE SPINA », Nouvelle revue d'onomastique, Paris, Société française d'onomastique, vol. 15-16,‎ 1990, p. 137 (ISSN 0755-7752, lire en ligne)
- Régis Thomas et R. Bore[Quoi ?]